# Cadre de scène
 (octobre 2023).
Si vous disposez d'ouvrages ou d'articles de référence ou si vous connaissez des sites web de qualité traitant du thème abordé ici, merci de compléter l'article en donnant les références utiles à sa vérifiabilité et en les liant à la section « Notes et références ».

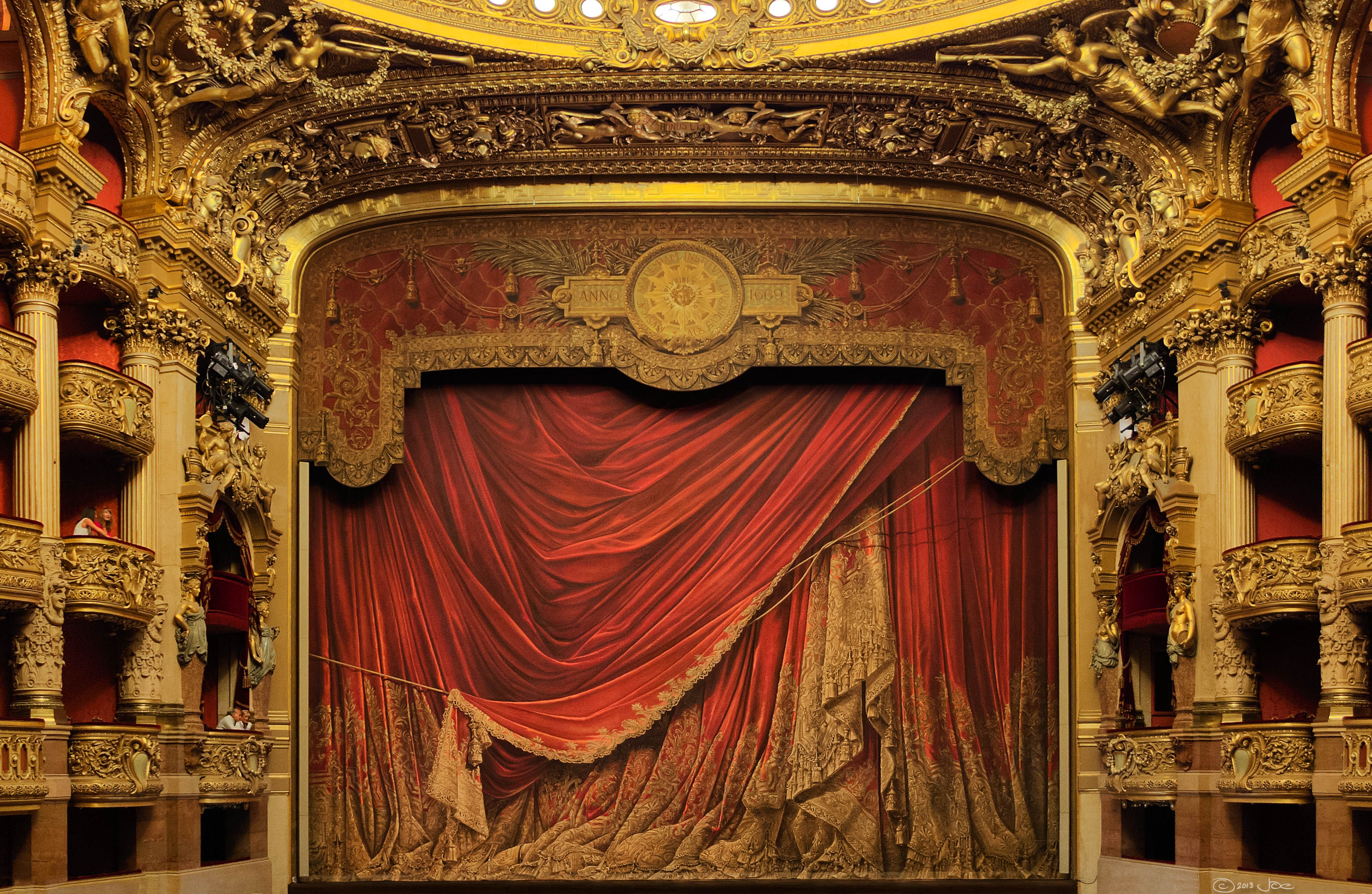
À Paris, le cadre de scène de l'Opéra Garnier, grossièrement carré, est muni d'un lambrequin. Son rideau d'avant-scène est décoré d'une draperie en trompe-l'œil.

Le cadre de scène délimite sur un plan vertical les trois côtés formant l'ouverture entre la salle de spectacle et la scène, à sa base se trouve le plancher de l'avant-scène (ou proscenium). L'apparence de ce cadre peut être plus ou moins accentuée.
Sa partie supérieure comporte souvent une décoration fixe : un lambrequin qui peut représenter une draperie peinte en trompe-l'œil sur un châssis métallique, une draperie réelle ou un simple panneau uni.
Le cadre de scène peut être hermétiquement fermé pour des raisons de sécurité par un rideau de fer, nommé aussi rideau pare-flamme, qui est descendu et remonté en présence des premiers spectateurs assis dans la salle de spectacle, comme l'exige la législation.
Derrière le cadre de scène, élément fixe, se trouve le manteau d'arlequin constitué de trois parties mobiles permettant de régler l'ouverture de scène en largeur et en hauteur afin de s'adapter aux dimensions des décors. On dit aussi  manteau ou  cadre mobile.